# ハリー・グレッグ
ヘンリー"ハリー"グレッグ MBE（Henry "Harry" Gregg MBE, 1932年10月27日 -2020年2月16日）は、北アイルランド出身の元同国代表サッカー選手、指導者。

## 来歴

### クラブ
リンフィールドのリザーブチーム、ウィンザー・パーク・スウィフツでキャリアをスタートさせる。コールレーンを経て、18歳の時にアイリッシュ海を渡りドンカスター・ローヴァーズに加入。1957年12月、マンチェスター・ユナイテッドに23,000ポンドで移籍。これはGKの移籍金としては当時最高であった。
マンチェスター・ユナイテッドでは1957年12月21日のレスター・シティ戦でデビュー。マット・バスビー監督の下247試合に出場し、48のクリーンシートを達成した。1958年2月6日に起きた、多くのチームメイトが犠牲となったミュンヘンの悲劇では、ユーゴスラビアの外交官の母娘やバスビー監督を救出し、ミュンヘンの英雄と称された。
1963年のFAカップ決勝では肩の負傷の為にベンチ入り出来ず、その後もケガの連続でチームが優勝した1964–65、1966–67シーズンも満足にプレーすることは出来なかった。1967年夏にストーク・シティに移籍し、1年で引退した。

### 代表
北アイルランド代表では25試合に出場。1958 FIFAワールドカップでは4試合全てに出場、ベストイレブンに選出された。

### 指導者
1968年、シュルーズベリー・タウンの監督に就任。1972年11月、スウォンジー・シティ監督に就任するが、1975年2月に辞任。クルー・アレクサンドラに加入し1978年まで監督を務めた。その後デーブ・セクストンに誘われて古巣のマンチェスター・ユナイテッドでGKコーチを務め、セクストンがチームを去った1981年まで在籍した。次にルー・マカリの助監督としてスウィンドン・タウンに加入するが、マカリとの意見の不一致により1985年4月に解雇される。1986年カーライル・ユナイテッドの監督就任。
1995年、大英帝国勲章（MBE）受章。2008年7月1日、アルスター大学においてサッカーに対する貢献が認められて博士号を授与され、夏の卒業式で名誉学位を受けた。
2020年2月16日、北アイルランドのロンドンデリー県コールレインにあるコーズウェイ病院で死去した。享年87歳。
グレッグの訃報を受けてマンチェスター・ユナイテッドの選手たちは2月17日のチェルシーFC戦で喪章を着けてプレイした。